# 帕特南 (阿拉巴馬州)
帕特南（英語：Putnam）是一個位於美國阿拉巴馬州馬倫戈縣的非建制地區和人口普查指定地區。根據2010年美國人口普查，該地人口為193人，而該地的面積約為24.57平方千米。

## 地理
帕特南的座標為32°01′22.8″N 88°01′51.6″W / 32.023000°N 88.031000°W，而該地最高點為海拔高度69米（即226英尺）。